# Le Secret de la planète des singes
Vous lisez un « bon article » labellisé en 2020.  Il fait partie d'un « bon thème ».
Série La Planète des singes
La Planète des singes
(1968) Les Évadés de la planète des singes
(1971)
Pour plus de détails, voir Fiche technique et Distribution.
Le Secret de la planète des singes (Beneath the Planet of the Apes) est un film de science-fiction américain réalisé par Ted Post, sorti en 1970. Le scénario est écrit par Mort Abrahams et Paul Dehn d'après les personnages créés par Pierre Boulle. Il s'agit de la suite de La Planète des singes (1968) et du deuxième film de la franchise La Planète des singes.
L'histoire suit l'astronaute Brent qui cherche à retrouver le capitaine George Taylor, le héros du film La Planète des singes. Aidé par Nova, la compagne de Taylor, et sur conseil des amis chimpanzés de celui-ci, Brent s'enfonce dans le désert que les singes nomment « Zone interdite ». Il le retrouve dans les ruines de la cité qui était auparavant New York, prisonnier d'humains mutants qui vénèrent une bombe atomique.
Mis en chantier dès juin 1968 pour capitaliser sur le succès de La Planète des singes, le film est tourné entre février et avril 1969. Il est principalement tourné dans le ranch de la Fox situé à Malibu, au parc d'État de Red Rock Canyon et aux studios de la Fox à Los Angeles. La musique du film est composée et dirigée par Leonard Rosenman.
Le film est plus orienté vers la science-fiction classique que son prédécesseur. Il évoque essentiellement le thème des effets néfastes d'une guerre nucléaire et des conflits militaires comme la guerre du Viêt Nam.
Le Secret de la planète des singes est un succès commercial mais c'est un échec critique et le film n'obtient aucune distinction. Son final nihiliste a cependant marqué les esprits.

## Synopsis
L'astronaute Taylor et sa compagne Nova quittent leurs amis chimpanzés Zira et Cornélius et le docteur orang-outan Zaïus. Longeant à cheval la plage où ils se trouvent, les deux humains y découvrent les restes de la statue de la Liberté. Taylor comprend que lors de son voyage spatial il a fait un bond dans le temps et qu'il s'est retrouvé sur la Terre du futur. Ils s'enfoncent ensuite dans le territoire stérile que les singes nomment « Zone interdite ». Là, ils sont confrontés à un mur de feu, puis des éclairs et un glissement de terrain. Inquiet, Taylor décide donc de descendre de cheval pour explorer les environs. C'est alors qu'il bascule à travers une paroi invisible.

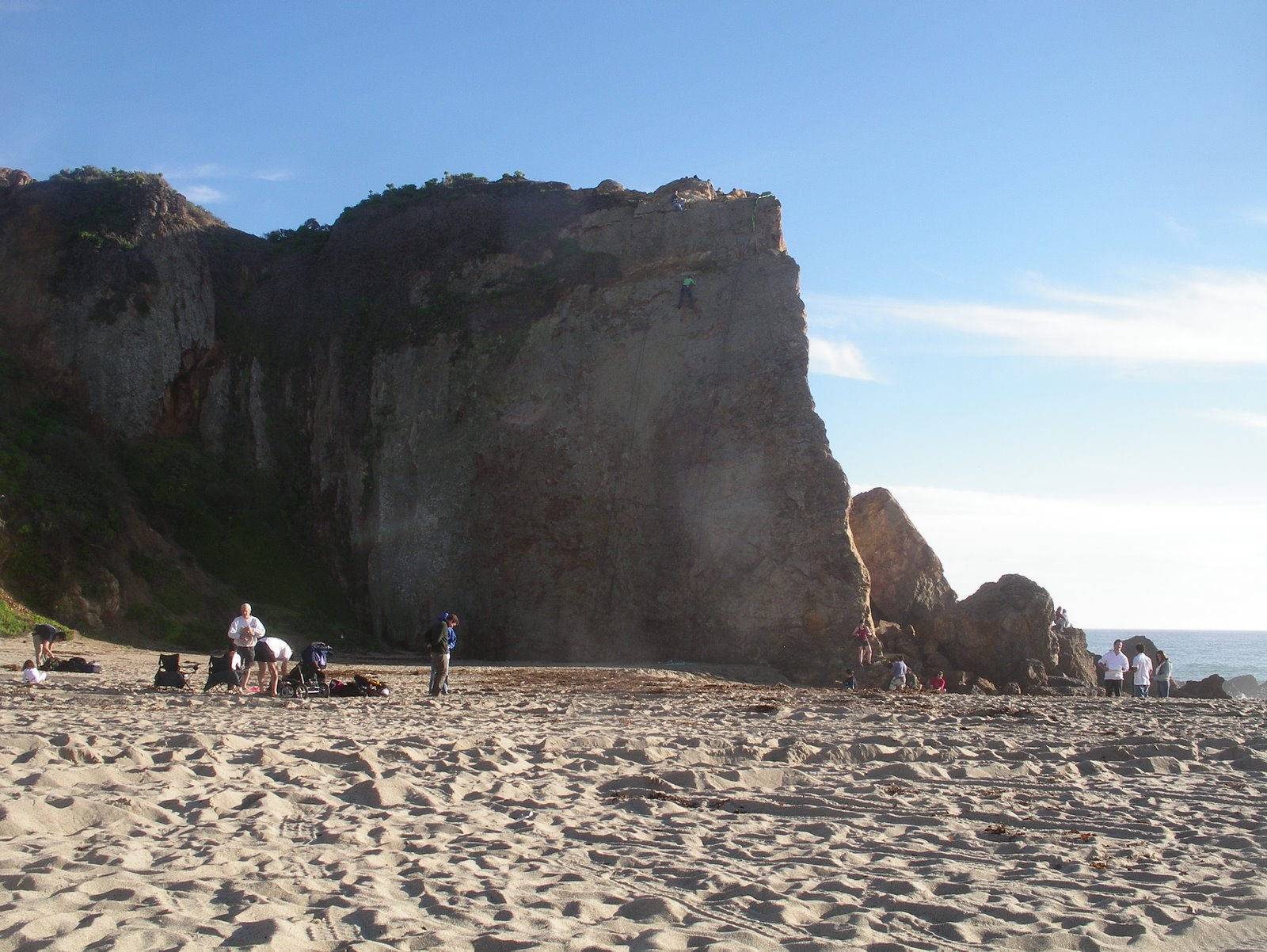
Plage où Taylor découvre les restes de la statue de la Liberté.

Non loin de là, un vaisseau spatial américain comprenant trois hommes à bord, s'écrase en plein désert. Seuls deux hommes ont survécu. Ils ont été envoyés sur la même trajectoire que la mission de Taylor. Brent, l'un d'eux, pense qu'ils ont traversé une courbe dans le temps et qu'ils se trouvent désormais en 3955. Le capitaine de l'expédition meurt peu après, et alors que Brent l'enterre, il voit au loin Nova qui déambule seule sur son cheval. Brent l'aborde mais comprend vite qu'elle ne parle pas. Elle porte cependant autour du cou la plaque d'identité militaire de Taylor. Brent lui demande donc de le conduire auprès de Taylor.
Nova le conduit à la Cité des singes. Ils trouvent ceux-ci rassemblés au théâtre où un général gorille du nom d'Ursus harangue le conseil des citoyens. Cornélius, Zira et Zaïus font partie de l'assemblée. Ursus affirme qu'il n'est pas raciste mais explique qu’« un bon humain est un humain mort ». Il obtient de l'assemblée le droit d'organiser une expédition dans la « Zone interdite » pour y éradiquer les humains qui s'y trouvent et y planter de nouvelles cultures. Une fois rentrés, Zira et Cornélius découvrent dans leur maison Nova et Brent. Ce dernier les informe de sa situation et leur demande leur aide pour retrouver Taylor. Cornélius lui indique donc sur une carte l'endroit où il a vu pour la dernière fois l'astronaute. Zaïus se rend également chez les deux chimpanzés. Il les informe qu'il accompagne l'armée dans la « Zone interdite » et qu'il confie durant son absence le ministère des sciences à Zira. Peu après, Brent et Nova sont capturés par un groupe de gorilles qui maraudent aux alentours pour récupérer des humains afin de s'entrainer sur eux au fouet, au filet et au désarçonnage. Alors qu'ils transitent par la clinique vétérinaire, ils sont aperçus par Zira qui les aide à s'échapper en ouvrant la porte du fourgon où ils sont emprisonnés.

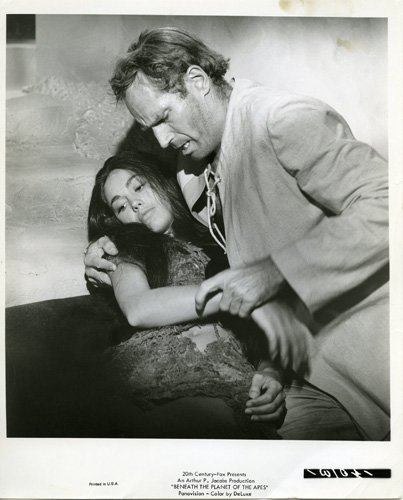
La mort de Nova.

Pris en chasse par un groupe de cavaliers gorilles, Brent et Nova se réfugient dans une excavation. En progressant, ils arrivent à une salle carrelée où Brent découvre la mention écrite en mosaïque Queensboro Plaza. Brent comprend alors qu'il se trouve à New York, la ville où il habitait avant son départ et qu'une guerre nucléaire a ravagé la planète durant son absence. De son côté, Ursus fait bénir son armée puis quitte la ville malgré une manifestation pacifiste de chimpanzés qui tente de l'en empêcher. Brent est guidé par un bruit à travers les tunnels du métro. Avec Nova, ils passent devant les restes de la Bourse de New York, de la Bibliothèque publique de New York, et de la salle de spectacle Radio City puis arrivent devant les portes d'une cathédrale. Une fois à l'intérieur, Brent y découvre un sacristain qui prie devant une immense bombe atomique dorée. L'homme, télépathe, peut communiquer avec Brent sans parler. Conduit devant les grands prêtres de la bombe, l'astronaute apprend qu'une petite partie de l'humanité est devenue télépathe en raison des radiations atomiques. Ils sont également défigurés et cachent leurs mutations derrière des masques. Ceux-ci prennent Brent pour un espion des singes et l'obligent grâce à une hypnose traumatique à faire du mal à Nova. Brent leur révèle donc ce qu'il sait, une armée de gorilles marche sur eux. Brent est alors jeté dans une prison où il découvre Taylor.
D'abord arrêtés par l'illusion d'un mur de feu, les singes progressent jusqu'aux ruines de New York. Un des grands prêtres de la Bombe force mentalement Brent à affronter Taylor. Mais, perturbé par Nova, le prêtre perd sa concentration et est neutralisé par les deux hommes. Les singes arrivent dans la zone habitée par les mutants et massacrent toutes les personnes qu'ils y découvrent. Nova est alors tuée par un soldat gorille. Taylor et Brent décident donc d'en finir avec ce qui leur semble un cauchemar : ils veulent activer la bombe. Les singes parviennent à enfoncer les portes de la cathédrale et abattent le chef des mutants. Les gorilles tentent de s'emparer de la bombe mais Brent fait diversion en tuant Ursus. S'ensuit un court échange de coups de feu, où Taylor est gravement blessé et Brent est fusillé. Sous les yeux de Zaïus, Taylor utilise ses dernières forces pour ramper jusqu'au dispositif de mise à feu et déclenche la bombe.

## Fiche technique
Sauf indication contraire, les informations mentionnées dans cette section peuvent être confirmées par les bases de données cinématographiques IMDb et Allociné,  présentes dans la section « Liens externes ».
- Titre original : Beneath the Planet of the Apes
- Titre français : Le Secret de la planète des singes
- Réalisation : Ted Post
- Scénario : Paul Dehn, d'après une histoire de Paul Dehn et Mort Abrahams, d'après les personnages et l'univers de Pierre Boulle
- Musique : Leonard Rosenman
- Direction artistique : William J. Creber et Jack Martin Smith
- Décors : Walter M. Scott et Sven Wickman
- Costumes : Morton Haack
- Photographie : Milton R. Krasner
- Son : Stephen Bass et David Dockendorf
- Montage : Marion Rothman
- Production : Arthur P. Jacobs
  - Production associée : Mort Abrahams
- Sociétés de production : APJAC Productions, présenté par 20th Century Fox
- Sociétés de distribution : 20th Century Fox
- Budget : 3 millions de $[3]
- Pays de production :  États-Unis
- Langue originale : anglais
- Format : couleur (DeLuxe) — 35 mm — 2,35:1 (Panavision) — son mono (Westrex Recording System)
- Genre : science-fiction, action, aventure
- Durée : 95 minutes
- Dates de sortie :
  - États-Unis : 26 mai 1970
  - France : 3 juin 1970
- Classification :
  - États-Unis : tous publics (G - General Audiences)
  - France : tous publics[4]
  - Québec : tous publics (G - General Rating)

## Distribution
Sauf indication contraire, les informations mentionnées dans cette section peuvent être confirmées par la base de données cinématographiques IMDb,  présente dans la section « Liens externes ».
- James Franciscus : Brent
- Kim Hunter : Zira
- Maurice Evans : docteur Zaïus
- Linda Harrison : Nova
- Paul Richards : Mendez
- Victor Buono : le gros
- James Gregory : Ursus
- Jeff Corey : Caspay
- Natalie Trundy : Albina
- Thomas Gomez : le pasteur
- Don Pedro Colley : le noir
- David Watson : Cornélius
- Tod Andrews : le capitaine
- Eldon Burke : le sergent gorille
- Gregory Sierra : le sacristain
- Charlton Heston : Taylor
- Lou Wagner : Lucius

Photos des principaux interprètes.
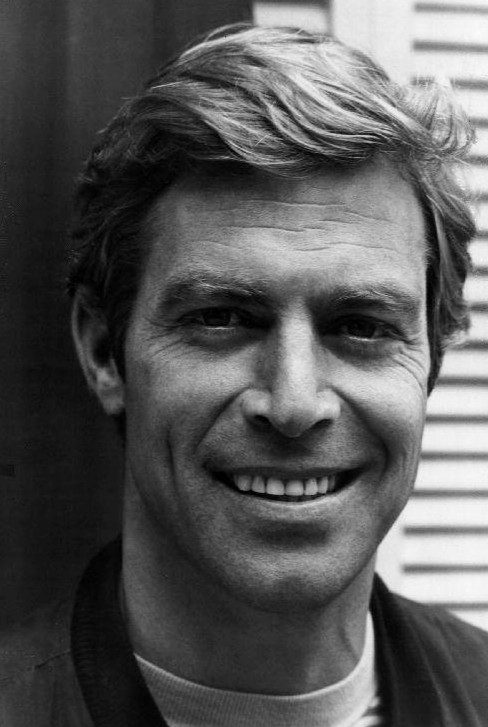
James Franciscus en 1971.
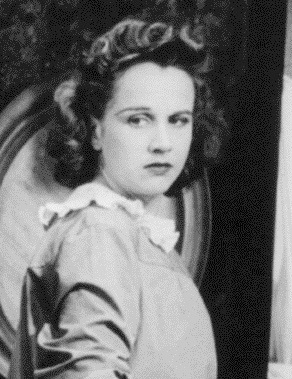
Kim Hunter en 1951.
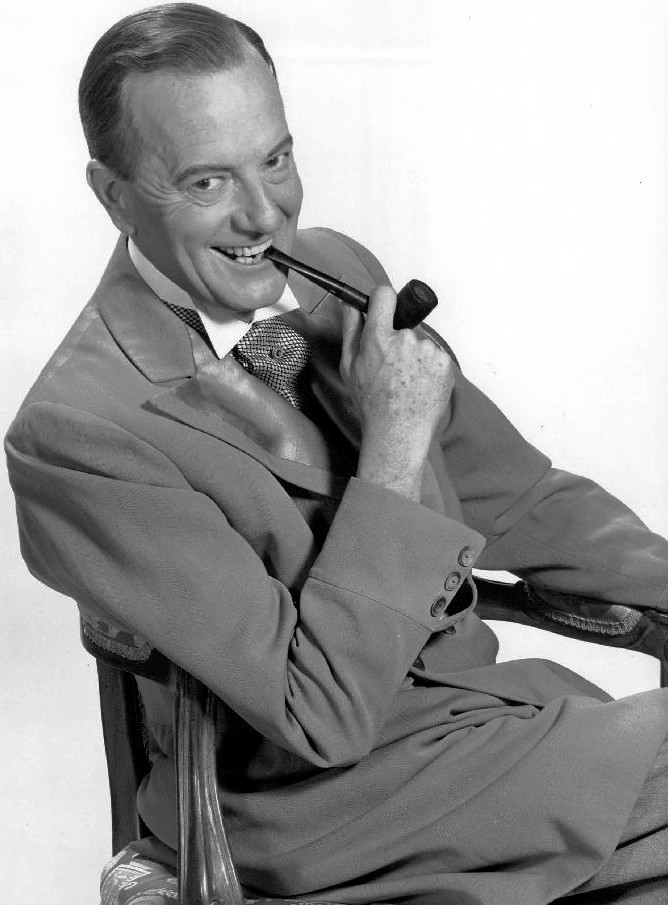
Maurice Evans en 1956.
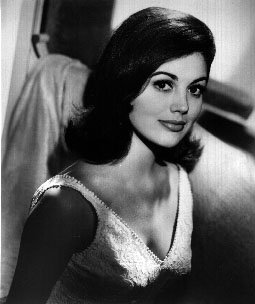
Linda Harrison en 1966.
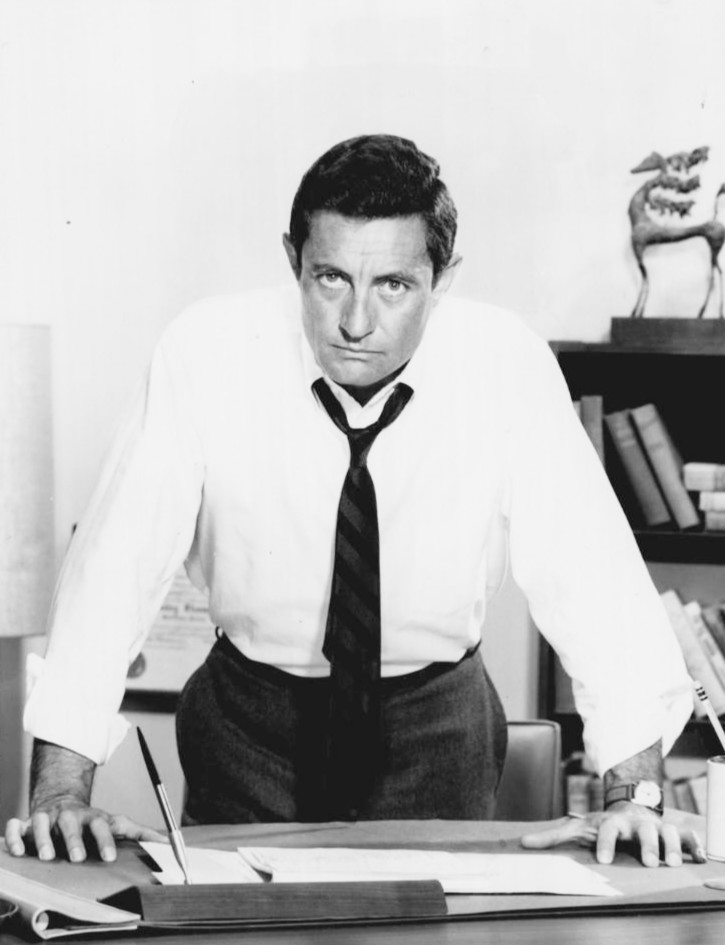
Paul Richards en 1963.
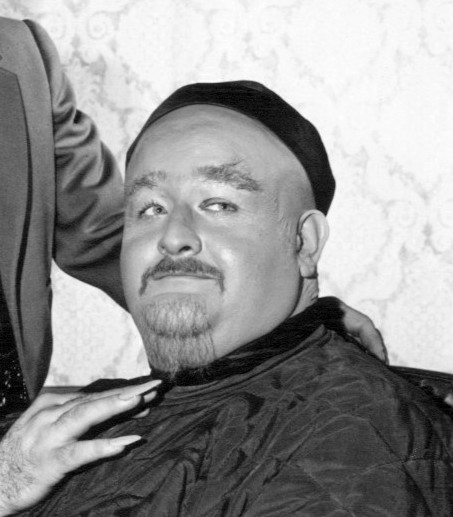
Victor Buono en 1965.

## Production

### Développement
Associé avec lui pour plusieurs films, le studio 20th Century Fox sort en décembre 1967 et février 1968, deux films du producteur Arthur P. Jacobs : L'Extravagant Docteur Dolittle et La Planète des singes. Si le premier est un échec, le second connaît un colossal succès critique et public,. Le film obtient également un oscar d'honneur pour le maquillage des singes réalisé par John Chambers. Le vice-président des opérations de production de la Fox, Stan Huff, demande alors à Jacobs et son associé Mort Abrahams de produire une suite « même si les suites ne sont pas courantes » à l'époque comme l'avoue le directeur de production de la Fox Richard D. Zanuck,. La Fox a alors besoin de capitaliser sur une réussite après l'échec au box-office des comédies musicales onéreuses L'Extravagant Docteur Dolittle en 1967, Star! en 1968 et Hello, Dolly! en 1969,,,. Mort Abrahams est d'abord sceptique et lui répond : « Mais Stan c'est impossible ; il n'y a nulle part où aller ! Nous n'allons pas nous rendre sur Mars, ? » Jacobs est lui plus enthousiaste mais ne sait pas comment trouver une intrigue à la hauteur de l'impact du premier film.
Les deux producteurs se tournent donc vers les deux hommes à l'origine du succès du premier film : le romancier Pierre Boulle et le scénariste Rod Serling,. Boulle rédige donc en juin 1968 un scénario de 108 pages, titré La Planète des Hommes. L'auteur reprend la chute du premier film comme point de départ,. Taylor décide de devenir le chef des humains primitifs et leur enseigne l'art du langage. Quatre ans plus tard, Lucius obtient enfin du docteur Zaïus la libération de sa tante Zira et de l'époux de celle-ci, Cornélius. Ils avaient été emprisonnés après avoir aidé Taylor à fuir la Cité des singes. Dix années plus tard, Taylor aidé par son jeune fils de treize ans Sirius, est à la tête d'une société d'hommes maitrisant le langage et les techniques agricoles. Zaïus et son comparse, le général gorille Ursus, décident alors d'agir et obtiennent que la guerre soit déclarée,. Averti par Lucius, Sirius organise la défense et parvient à défaire l'armée d'Ursus. Enhardi par cette victoire, Sirius se met à contester l'autorité de son père et décide de marcher sur la Cité des singes. La plupart des habitants y sont massacrés par les humains. Taylor arrive alors sur place et découvre Zira, Cornélius et Zaïus en cage. Lorsqu’un garde tente de frapper Zira, Taylor se précipite et s’interpose,. Il est aussitôt abattu. Cornelius et Zira de leur côté décident de se suicider en avalant le contenu d’ampoules de poison. Le scénario de Boulle se termine par une scène où un singe est exposé dans un cirque et doit amuser les humains. Très péniblement, il parvient à donner son nom : « Zaios, ! » Cependant cette suite est rejetée sans même une tentative de réécriture,,. Jacobs et Zanuck trouvent en effet ce scénario peu cinématographique et mettant trop en retrait les personnages de Zira et Cornélius. Rod Serling ébauche lui quelques grandes lignes d'une histoire où Taylor et Nova explorent d'autres civilisations au-delà de la « Zone interdite », tout en combattant les singes. Il propose également de reprendre le concept de voyage dans le temps pour une nouvelle série d'aventures sans les singes. Ces idées ne plaisent pas à Jacobs et Zanuck qui tiennent à avoir des singes dans leur film,,. Le producteur Mort Abrahams décide donc de se mettre à l'écriture du scénario.

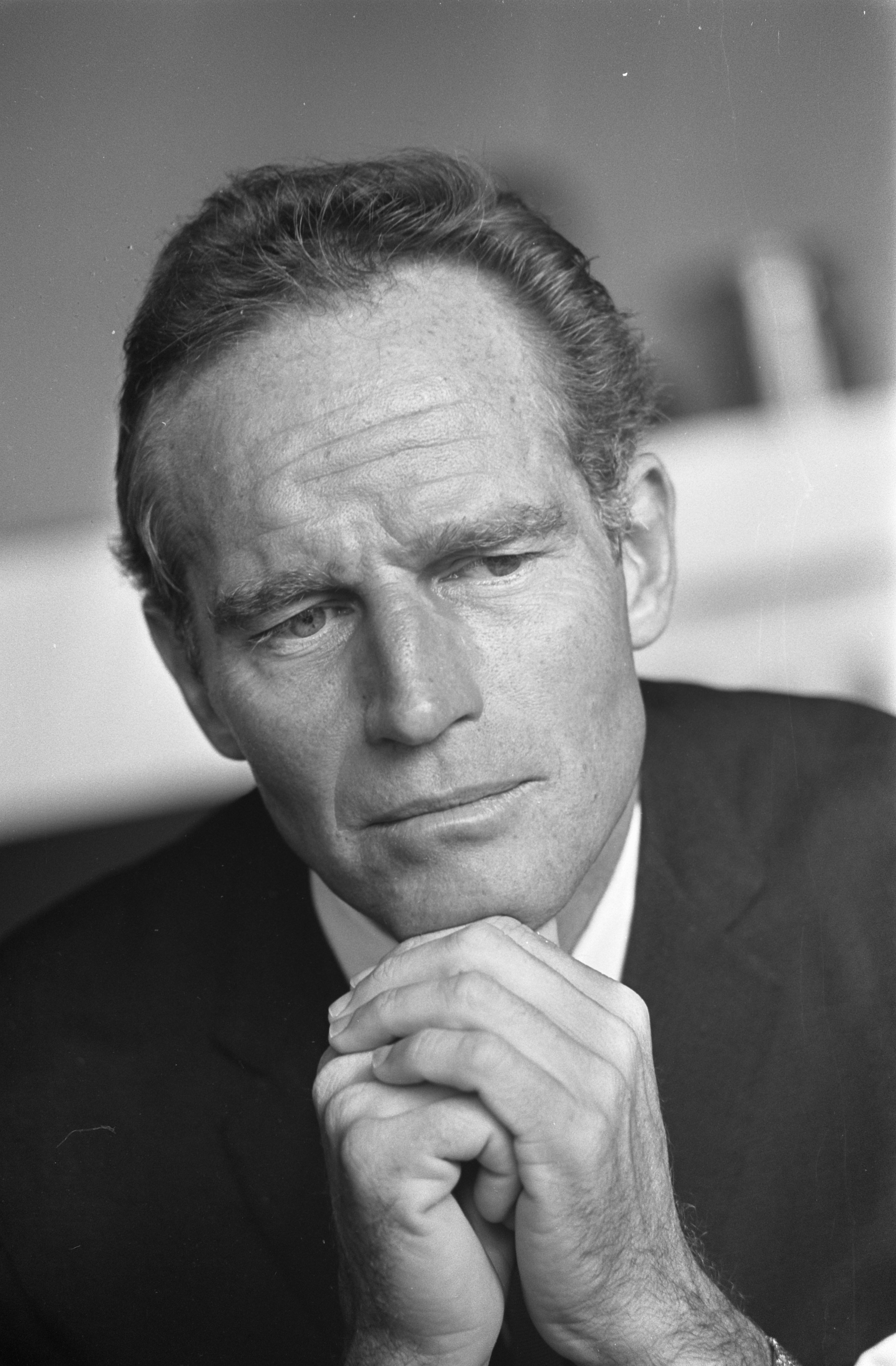
L'acteur Charlton Heston en 1968.

Zanuck parle alors du projet à Charlton Heston qui incarnait le personnage de Taylor dans le premier film. Il lui fait miroiter les bénéfices à venir. Heston lui répond « Tu as sans doute raison, Dick, mais nous avons déjà fait le film. Je pense qu'il est spécial, et on ne peut refilmer cette histoire. En outre, je ne veux pas me répéter dans le même rôle ». Pour lui il s'agit « juste d'autres aventures se déroulant au milieu de singes ». Cependant, devant l'insistance de Zanuck, Heston finit par accepter, mais à contrecœur,. Il pose cependant deux conditions : son apparition sera brève et son personnage devra mourir dès le début,, ; il indique également qu'il souhaite donner son salaire à une œuvre caritative,. N'ayant pas le choix, Zanuck accepte mais obtient après négociation que le personnage disparaisse dès les premières scènes pour réapparaitre dans le final,.
Pour aider Abrahams sur le scénario, Jacobs embauche à l'été 1968 le poète et écrivain Paul Dehn,,,, scénariste notamment de Goldfinger (1964) et de L'Espion qui venait du froid (1965). Dehn rédige le scénario tandis qu'Abrahams apporte ses idées. La première version du scénario est finalisée le 13 septembre 1968 et porte le titre Planet of the Apes Revisited,. Ils y mettent en scène une civilisation souterraine de mutants télépathes vouant un culte à une « bombe atomique du Jugement dernier ». Contraint par la décision d'Heston, ils sont obligés de mettre en scène un nouveau personnage principal : Brent, un astronaute lancé à la recherche de Taylor. Le final sanglant où Taylor active la bombe est d'ailleurs une idée d'Heston. Cela apporte au film un point d'orgue aussi choquant que celui du précédent film. Paul Dehn n'est pas enthousiasmé par le final imposé par l'acteur. Il souhaite en effet un final plus optimiste. Il indique que « la fin que j'avais rédigée, la naissance d'un hybride mi-singe mi-humain, s'avérait insurmontable en termes de grimage et de toute façon, ce croisement génétique entre l'homme et le singe risquait de nous faire perdre notre certification tout public »,,,.
Jacobs et Zanuck souhaitent le retour du réalisateur Franklin Schaffner en plus de celui de Charlton Heston mais celui-ci travaille sur un autre projet de la Fox, le film Patton (1970),,. Jacobs engage alors le réalisateur de télévision Don Medford mais celui-ci, déçu par le projet, le quitte rapidement. Le producteur se tourne donc en janvier 1969 vers le réalisateur de télévision Ted Post,. À son tour, Post se trouve en désaccord avec le scénario de Mort Abrahams sur le fait de filmer une protestation pacifique des chimpanzés à la manière de celles organisées contre la guerre du Viêt Nam. Mais contrairement à Medford, il accepte de réaliser le film, malgré ses réserves,.

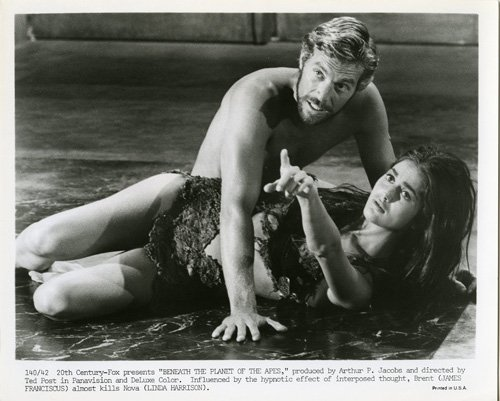
James Franciscus et Linda Harrison dans une scène du film.

Les producteurs souhaitent pour le rôle de Brent, Burt Reynolds, mais celui-ci refuse,. Ted Post recrute alors James Franciscus notamment pour sa ressemblance avec Heston,,. Celui-ci demande cependant à Mort Abrahams de réécrire le scénario pour améliorer son personnage. Abrahams accepte à contrecœur mais révise ensuite la version de Franciscus. Roddy McDowall, qui interprète dans le premier film le chimpanzé Cornélius, réalise alors un film en Angleterre. Il doit céder son rôle à David Watson,,,. Kim Hunter, Maurice Evans et Linda Harrison sont quant à eux de retour dans les rôles de la chimpanzé Zira, de l'orang-outan Zaïus et de l'humaine Nova,,. Pour les nouveaux rôles, Ted Post recrute James Gregory pour le rôle du général gorille Ursus,, après le refus d'Orson Welles,,, Jeff Corey, Paul Richards, Gregory Sierra, Victor Buono et Don Pedro Colley pour les rôles des mutants,. Le rôle de la mutante Albina est donné à Natalie Trundy, l'épouse du producteur Arthur P. Jacobs.

### Préproduction

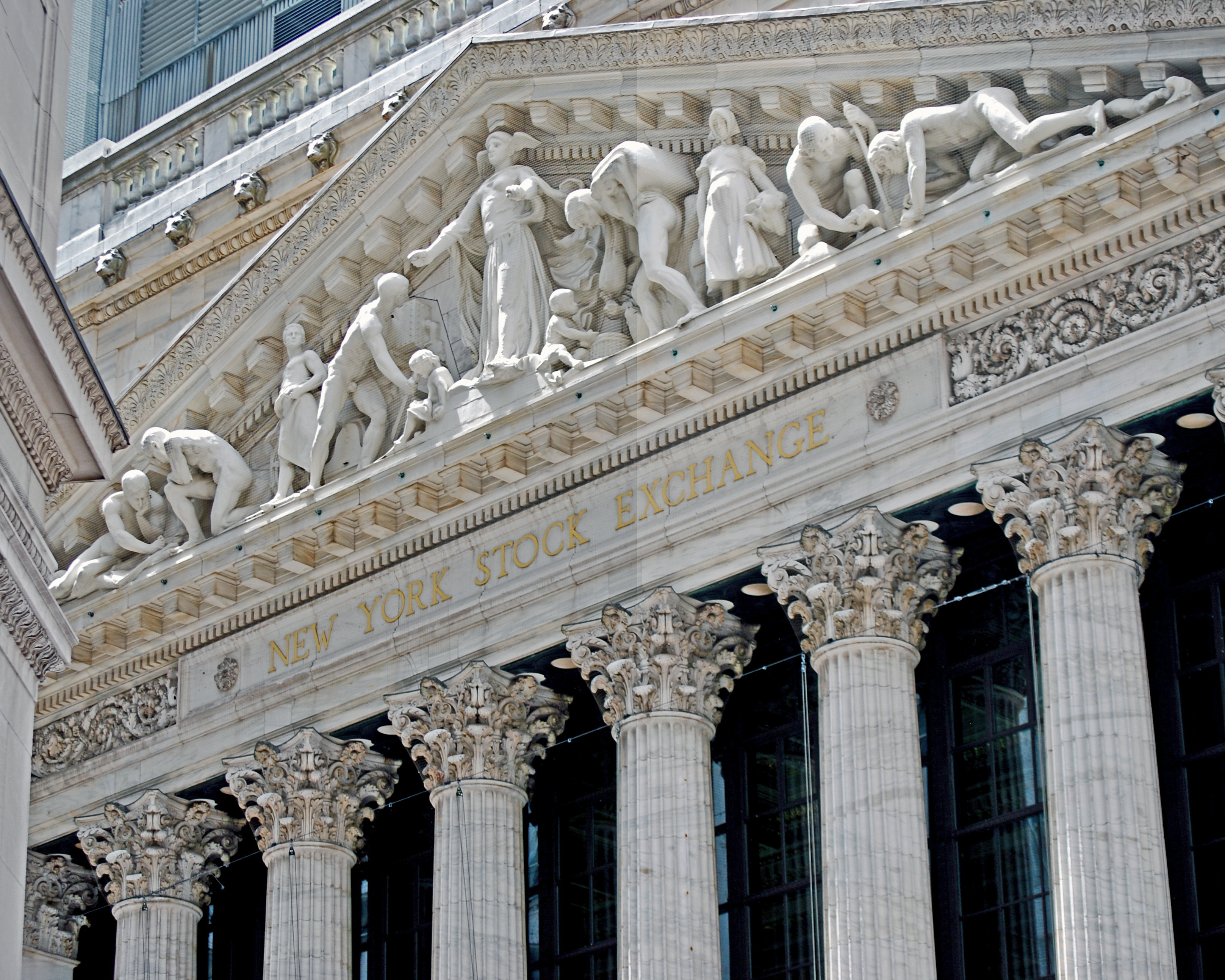
Une photographie de la façade de la Bourse de New York est retouchée pour figurer un décor de la cité en ruine.

Le budget du film est revu à la baisse par rapport au premier opus. De près six millions de dollars, il passe à seulement trois,,. C'est un vrai défi pour William Creber, le directeur artistique des deux films. Il doit en effet créer les vestiges souterrains d'un New York dévasté. Le peintre sur cache Matthew Yuricich mélange donc des photos des monuments représentés dont la bourse de la ville avec de l'imagerie peinte. C'est en effet trop difficile de peindre ce genre de thème, surtout avec un budget limité,. L'expert en effets spéciaux Craig Barron explique que « c'était en quelque sorte une technique Photoshop avant l'âge que de découper ces photos de la Bourse et autres édifices puis de recourir aux caches/contre-caches pour en faire un ensemble ».
Pour la scène où la monture de Taylor et Nova se cabre devant un gouffre en formation, le directeur du département des effets spéciaux de la Fox, L.B. Abbott crée une miniature massive sur l'un des bâtiments de la Fox. Le tremblement de terre est alors filmé sur place et est mélangé en postproduction à un plan en extérieur avec Charlton Heston et Linda Harrison filmé dans le désert de Californie.
Pour les scènes souterraines, William Creber réutilise des décors de la comédie musicale Hello Dolly qu'il agrémente de quelques décombres, de voûtes gothiques et de portes avec des croix inversées,. L'intérieur de la cathédrale est également un décor existant qui a été recouvert de mousse en uréthane sur laquelle sont ajoutées des rampes et des marches. Et pour montrer qu'il s'agit de décombres, Creber fait « sauter des éclats de mousse en saccageant complètement le décor ». Pour les commandes de la bombe que Taylor active à la fin du film, Creber leur donne l'apparence de cristaux. Il indique à ce sujet : « nous sommes projetés à des milliers d'années dans le futur, et il nous fallait donc quelque chose qui paraisse assez bizarre, des jeux de lumière spécifiques ». Même s'il considère ce choix banal, les producteurs ne lui laissent pas le temps pour faire mieux.
Le créateur des maquillages simiesques du premier film, John Chambers revient comme « concepteur des maquillages spéciaux ». Cependant, comme il travaille sur plusieurs projets en même temps, ce sont les maquilleurs Dan Striepeke et Werner Keppler qui chapeautent particulièrement le travail sur Le Secret de la planète des singes. Se servant des moules du premier film, l'équipe de maquillage peut produire rapidement toutes les prothèses nécessaires aux singes. Pour chaque acteur de premier plan interprétant un singe, le maquillage dure en moyenne quatre heures. Striepeke indique que « la production ne cessait de nous demander de réduire les temps de pose à trois heures dix, mais on savait bien que si jamais on cédait, on nous demanderait ensuite de réduire encore les maquillages à deux heures. Ce qui était impossible. Il y avait beaucoup trop à faire ». La scène où le docteur orang-outan Zaïus et le général gorille Ursus se retrouvent au sauna nécessite en plus la création d'un « costume intégral de singe ». Les deux personnages ne se trouvant en effet vêtus que d'une simple serviette. Pour les scènes nécessitant beaucoup de singes comme celle de l'assemblée ou celle de l'entrainement militaire, les maquilleurs mettent en place des masques à enfiler pour les figurants. Ceux-ci, bien que rendant le travail de mise en place plus rapide, ne figurent pas à l'écran aussi bien que le maquillage complet,,. Ils sont moins expressifs,.

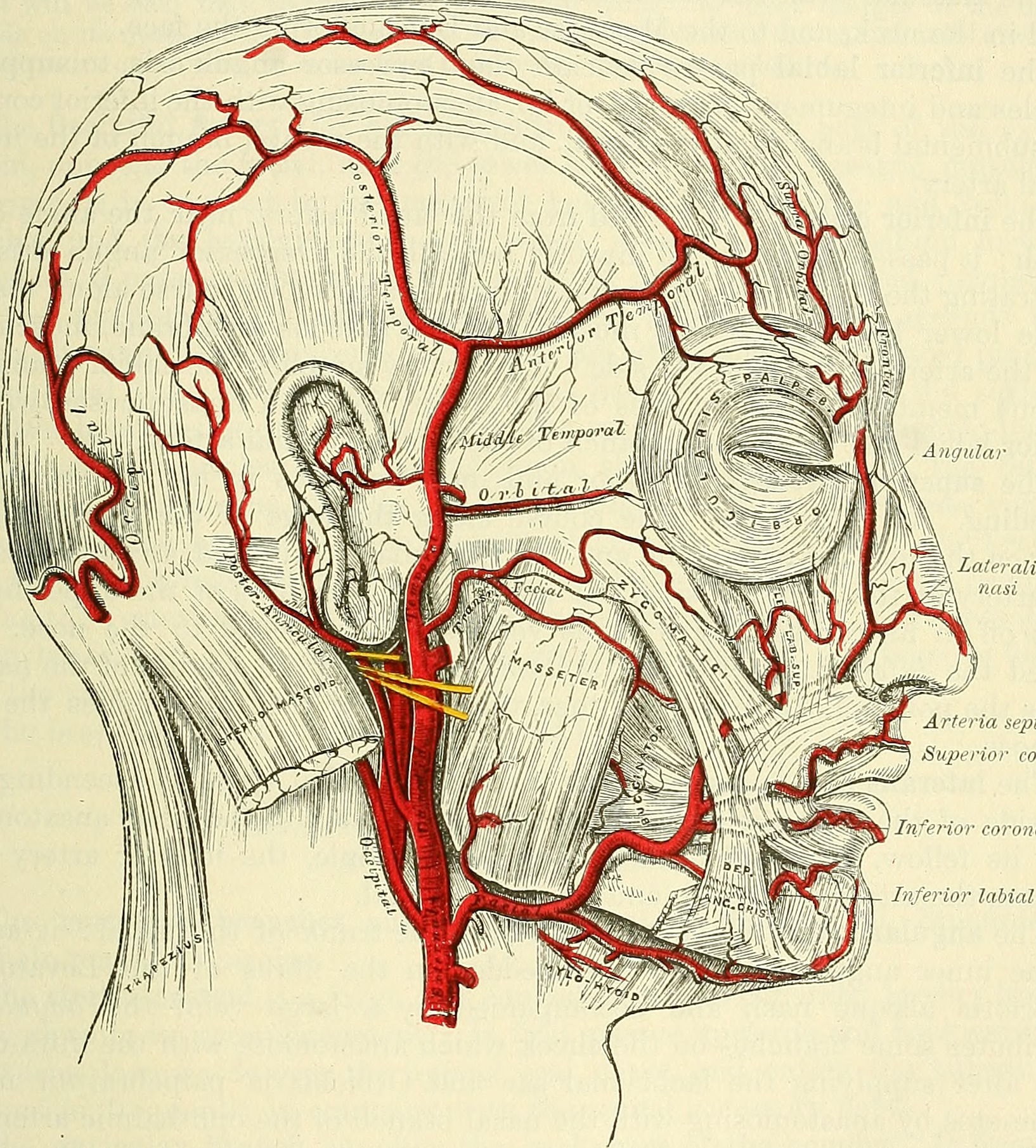
Dessin de l'ouvrage Gray's Anatomy ayant servi de modèle pour le maquillage des mutants.

Le défi majeur des maquilleurs du Secret de la planète des singes reste la création du visuel des mutants. Ces survivants de l'holocauste nucléaire cachent en effet leur défiguration sous des masques de visages humains normaux. Les premières réalisations des maquilleurs ne plaisent pas au réalisateur Ted Post. Il les oriente donc sur l'ouvrage d'anatomie humaine Gray's Anatomy du chirurgien victorien Henry Gray qui montre des écorchés,. Striepeke dit que « c'était exactement ce qu'il nous fallait. On s'est donc lancé dans les sculptures. Une fois sculptés tous les muscles et les veines, nous sommes passés aux coulages puis à la peinture à l'aérographe ». Le maquillage en lui-même nécessite des applications composées de plusieurs éléments, avec des pièces supplémentaires pour le contour des yeux et des lentilles de contact sclérales. Pour la scène où les mutants dévoilent leur vrai visage, les maquilleurs appliquent une membrane de peau en mousse de latex sur le visage des interprètes. Ceux-ci peuvent alors tirer dessus pour révéler ce qu'il y a en dessous. Au montage, la scène passe ensuite par un fondu enchaîné sur le second maquillage à épiderme humain.
D'autres maquillages sont développés notamment celui de l'enfant mi-singe mi-humain que le scénariste Paul Dehn souhaitait pour une fin plus optimiste. Les maquilleurs réalisent pour cela des prothèses faciales d'oreilles et de museau de chimpanzé accompagnées d'un nez pseudo-humain. Un autre concept est réalisé pour une scène abandonnée, il s'agit d'un gorille irradié à l'allure cauchemardesque.

### Tournage
Le tournage débute en février 1969. Les décors figurant la Cité des Singes dans le premier film n'ayant pas été détruits, l'équipe de tournage retourne sur les lieux au ranch de la Fox situé à Malibu à l'ouest de Los Angeles,. Les scènes se déroulant dans le désert sont, quant à elles, tournées au parc d'État de Red Rock Canyon. Pour la scène où Taylor bascule à travers une paroi invisible, l'équipe du film utilise deux plans, l'un avec Charlton Heston sans décor et l'autre avec une formation rocheuse de Red Rock sans personnage. Heston est détouré du premier puis est incrusté dans le second. Le reste du tournage se déroule aux studios de la Fox à Los Angeles. Le tournage prend fin le 10 avril 1969.

### Bande originale
Jerry Goldsmith, le compositeur du premier film étant retenu sur un autre projet, le chef du département musique de la Fox confie à Lalo Schifrin le soin de composer la partition du Secret de la Planète de Singes,. Celui-ci doit cependant renoncer car il est déjà en charge de huit autres projets de film pour la Fox. Les responsables du studio confient finalement la musique du film à Leonard Rosenman qui a signé pour eux en 1966 la partition planante du film de science-fiction Le Voyage Fantastique,. Après son premier visionnage du film, Rosenman trouve immédiatement l'inspiration pour une partition singulière. Il dit qu'« à mon sens, ce n'était pas aussi bon que le premier, mais en même temps, c'était différent et cela fournissait des idées plus intéressantes pour la musique ». Il suit la partition de Jerry Goldsmith car elle comporte un « merveilleux sens du dramatique ». Cependant le style de Rosenman est différent de celui de son prédécesseur. Goldsmith travaille avec une écriture « horizontale », où le rythme et la mélodie entraînent les phrasés. Rosenman a une écriture « verticale ». Il empile une par une des textures orchestrales pour obtenir une « masse sonore ».
Pour donner une sonorité primitive et barbare à sa partition, Rosenman utilise des percussions exotiques, des effets de différé réalisés avec un echoplex et des notes graves de piano comme l'a fait Goldsmith. Il rajoute pour coller à la télépathie des mutants des effets électroniques. De plus, il participe à la création des sonorités sautillantes pour le bruitage du pouvoir mental des mutants. Il s'agit de cliquetis métalliques renforcés par synthétiseurs. Pour la musique de la messe de la bombe, Rosenman compose un morceau intitulé Psaume de Mendez II où il inverse en fait l'hymne anglican All Things Bright and Beautiful.
Comme la bande originale de La Planète des singes n'a pas eu de succès commercial, les producteurs décident de ne pas reprendre la partition jouée pour l'enregistrement du Secret de la planète des singes. Rosenman doit en effet réenregistrer la partition avec un orchestre plus modeste mais aussi des guitares électriques et des percussions de rock. La musique est ensuite éditée par Amos Records entrecoupée de dialogues du film. L'enregistrement original de l'orchestre de Rosenman n'est disponible qu'en 2000 sous le label Film Score Monthly.
Liste des morceaux,
| 1.    | Opening Statement - Cornelius  | 0:29 |
| 2.    | Main Title                     | 2:04 |
| 3.    | General Ursus Address          | 0:35 |
| 4.    | Ape Fury                       | 4:16 |
| 5.    | Students Peace & Freedom       |      |
| 6.    | Underground City               |      |
| 7.    | Turkish Bath (Ursus And Zaïus) | 1:15 |
| 8.    | March Of The Apes              | 2:59 |
| 9.    | The Chase                      | 3:31 |
| 10.   | Brent's Interrogation          | 1:38 |
| 11.   | Captured                       | 2:31 |
| 12.   | Mass Of The Holy Bomb          | 5:40 |
| 13.   | Doomsday                       | 1:05 |
| 26:03 |                                |      |

## Accueil

### Accueil critique
Le film reçoit majoritairement des critiques négatives à sa sortie. Abe H. Weiler du journal The New York Times écrit que le film prouve que Charlton Heston n'est pas invulnérable et qu'un film de science-fiction captivant peut avoir une suite oubliable. Art D. Murphy du magazine Variety trouve le film « gnangnan et bâclé » et que les « dialogues, le jeu des acteurs et la mise en scène sont médiocres ». Gene Siskel du Chicago Tribune écrit qu'il manque à cette suite l'humour et l'aventure de l'original. Il conclut que c'est une « grossière erreur de vouloir donner à la saga une morale ». Le périodique Monthly Film Bulletin déclare pour sa part « qu'il est agréable de revoir les magnifiques décors, et que la plupart des interprètes sont d'un bon niveau, mais que cela ne transcende pas les limites du scénario qui anéantit presque totalement l'atmosphère qu'a construit l'original ». John Mahoney du magazine The Hollywood Reporter déclare que Le Secret de la planète des singes ne trouve pas contrairement au premier film, le « bon équilibre entre l'allégorie, le merveilleux, la sociologie et l'aventure ». Dans The New Yorker, Penelope Gilliatt est déçue par le scénario. Dans l'introduction de son article, elle indique que « c'est le film de singe le plus à gauche que j'ai jamais vu ». Gilliatt trouve que le film « nous parle comme si nous étions de petits enfants » tout en étant trop sophistiqué.
Les quelques critiques positives viennent par exemple de Kevin Thomas du journal Los Angeles Times qui qualifie le film de « frappant et imaginatif » et félicite le réalisateur Ted Post et les scénaristes Mort Abrahams et Paul Dehn d'avoir donné un final dramatique à une œuvre de divertissement. Gary Arnold du The Washington Post écrit que le film est « inférieur à tous égards à son prédécesseur — une situation commune à pratiquement toutes les suites de l'histoire du cinéma — mais il est suffisamment divertissant et nerveux ». Dans la revue Life, Richard Schickel écrit que le film est au niveau de son prédécesseur. Il prévient ses lecteurs qu'ils seront divertis et aussi « légèrement édifiés ». The Christian Science Monitor donne la critique la plus élogieuse. Selon ce journal, Le Secret de la planète des singes est un « film satirique plus cérébral que l'original » et donc de meilleure qualité.
Quant à sa reconnaissance actuelle, sur le site Rotten Tomatoes, le film obtient le score de 39 % pour un total de 31 critiques. La synthèse indique que le film propose plus d'action que son prédécesseur aux dépens du sous-texte social qui habite les meilleurs films de la saga.

### Box-office
Le Secret de la planète des singes est un succès commercial avec 19 000 000 dollars de recettes en Amérique du Nord pour un budget de 3 000 000 dollars. Le film en revanche n'obtient aucune distinction.
En France, le film enregistre 836 000 entrées en un an ; avec 1 163 000 entrées cumulées de 1970 à 2019, le film se classe en trente-quatrième position du box-office des films sortis 1970 loin devant Les Naufragés de l'espace (87e), l'autre film de science-fiction de l'année.
| Pays       | Box-office (1970) | Classement de l'année (1970) |
| ---------- | ----------------- | ---------------------------- |
| France     | 1 163 000 entrées | 34e                          |
| États-Unis | 19 000 000 US$    | 17e                          |

## Analyse
Déjà présent dans le premier film, le thème de la guerre nucléaire est à nouveau abordé par les scénaristes,,. Le producteur et scénariste Mort Abrahams souhaite notamment développer le sort de l'humanité face aux retombées nucléaires. L'autre scénariste Paul Dehn, ancien officier des opérations spéciales durant la Seconde Guerre mondiale, s'était déjà intéressé au sujet des radiations et de la bombe atomique à travers des œuvres poétiques,. Dehn veut montrer à une humanité qui a alors peur d'une guerre nucléaire ce qu'elle peut devenir si elle en arrive là,. L’arme nucléaire est considérée comme le Dieu de la paix par les mutants. C'est par cette symbolique que les scénaristes dénoncent la politique de dissuasion et prolifération nucléaires pendant la guerre froide,. Ils dénoncent également l'augmentation du budget militaire américain, qui selon eux, facilite une catastrophe mondiale et n'encourage pas la paix. La fin du film qui montre la destruction de la planète Terre par l'arme nucléaire est d'ailleurs l'un des dénouements les plus sombres de film de science-fiction,. Dehn et Jacobs entendent montrer que la saga La Planète des singes n'est pas qu'un pur divertissement. Cette fin nihiliste renvoie également à celle du Docteur Folamour (1964) de Stanley Kubrick,.
La scène de la manifestation en position assise des chimpanzés contre la guerre est imposée par Mort Abrahams au réalisateur Ted Post. Cette détermination à inclure cette séquence peut être vue comme un soutien d'Abrahams au désengagement américain de la guerre du Viêt Nam,,,. Selon l'historien du cinéma Eric Green, « c'est l'idée de la guerre inutile dans laquelle le peuple est entraîné et à laquelle la jeunesse libérale et des intellectuels s'opposent mais que l'élite politique soutient ». Même si cela n'est pas très subtil.

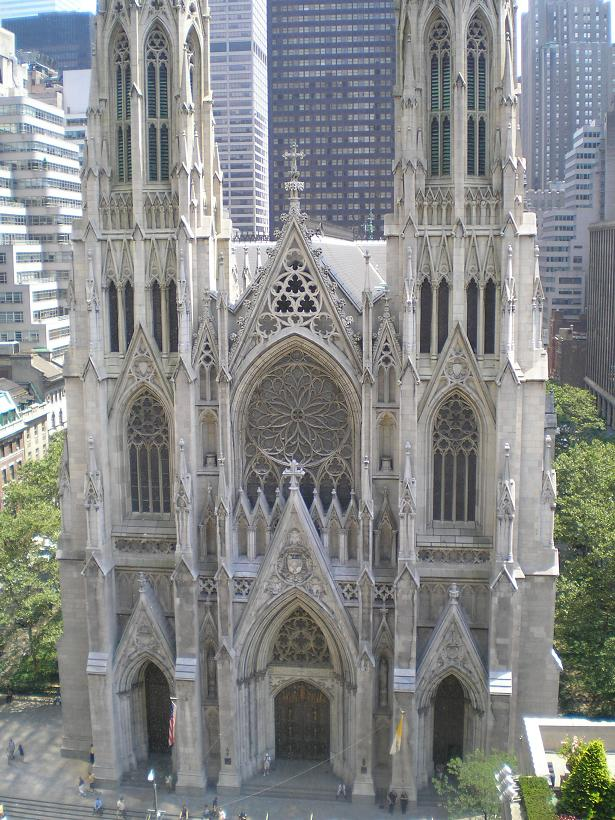
La cathédrale Saint-Patrick de New York sert de lieu de rassemblement aux mutants pour leur messe « à la bombe ».

Comme dans le roman La Machine à explorer le temps (1895) d’H. G. Wells, l'holocauste nucléaire fait apparaître deux humanités. L'une qui n'est pas affectée, mais qui retourne à l'état primitif et l'autre qui en bénéficie : les mutants. Paul Dehn a l'idée de présenter le culte de ceux-ci comme une sorte de messe noire. La Cathédrale Saint-Patrick de New York n'étant plus dédiée à Dieu mais « à la bombe ». Cette subversion de la religion catholique est complétée par la présence de croix inversées et par les vêtements liturgiques des mutants. L'imagerie catholique est également utilisée lors de l'illusion créée par les mutants pour effrayer l'armée des singes. Une statue géante du Législateur, le singe qui a rédigé les lois simiesques, y pleure du sang tandis qu'à ses pieds des soldats gorilles sont crucifiés,.
L'astronaute Brent a un projet similaire à celui du héros du roman La Planète des singes (1963). Il veut apprendre à Nova le langage. Comme Ulysse Mérou, son souhait est de faire progresser sa compagne pour qu'elle devienne son égale. Brent est également un double du personnage de George Taylor, le héros du premier film de la franchise. Il lui ressemble physiquement, le début de son histoire sur la planète des singes est le même que Taylor. Les deux astronautes débarquent dans un nouveau monde et apprennent à se familiariser. Ils sont traqués par le docteur Zaius et sont aidés par Cornélius et Zira.
Le réalisateur Ted Post impose peu sa personnalité dans ce film. Il s'agit surtout pour lui de travailler pour le cinéma. Il voit le film « essentiellement comme un divertissement qui avait besoin de plus de substance, rien de plus ». Cela reste pour lui une « expérience très difficile » surtout à cause d'un « scénario confus » d'où il faut tirer un « concept, un point de vue, une force unificatrice ». Il a bien demandé une réécriture, mais les producteurs la lui l'ont refusée. Post estime cependant avoir fait du mieux qu'il pouvait avec ce qu'on lui a donné. Paul Dehn concède que le scénario donne « trop dans la science-fiction » et qu'il est moins bon que celui du premier film. Il privilégie le fantastique et la science-fiction alors que La Planète des singes est plutôt un conte philosophique. La scène du rituel, par exemple, est un cliché du genre qui fait basculer le ton allégorique vers une science-fiction de piètre qualité.

## Exploitation

### Éditions en vidéo
Le film sort aux États-Unis d'abord en bobine Super 8 dans les années 1970, puis en VHS seule ou en coffret intégral avec les autres films de la série dans les années 1980. Il sort ensuite en LaserDisc au début des années 1990 et en DVD en 2000.
Le film est compris dans plusieurs intégrales, notamment en octobre 2001 dans le coffret avec les quatre films de 1968 à 1973, en avril 2006 dans un coffret Tête de singe avec les films de 1968 à 2001 et la série télévisée de 1974, en octobre 2010 dans le coffret avec les quatre films de 1968 à 1973, en août 2011 dans le coffret avec les quatre films de 1968 à 1973, en décembre 2011 dans un coffret de sept films avec les cinq films de 1968 à 2001 et La Planète des Singes : Les Origines, en novembre 2014 dans un coffret Tête de César avec les sept autres films et en octobre 2016 dans le coffret L'héritage avec les quatre films de 1968 à 1973.

### Produits dérivés
À l'hiver 1968, pour faire suite à la sortie du premier film, des poupées, des jeux de cartes, des masques et des figurines de singes sont commercialisés. En 1970, pour accompagner la sortie du deuxième film, les producteurs lancent d'autres produits dérivés. Ainsi en juillet 1970, sort en librairie l'adaptation en roman du film par Michael Avallone, l'auteur de la série policière Ed Noon,. À la même période sort également une adaptation du film en bande dessinée aux éditions Gold Key. Elle est l'œuvre du studio d'Alberto Giolitti déjà responsable de l'adaptation du film King Kong. Quelques années plus tard, d'avril à août 1976, Marvel Comics adapte une seconde fois Le Secret de la planète des singes en bande dessinée dans les numéros 7 à 11 de son magazine Planet of the Apes. L'adaptation est réalisée par le scénariste Doug Moench et par plusieurs dessinateurs.

## Postérité
La destruction de la planète Terre par une bombe atomique, à la fin du film, est restée dans les mémoires. Les lettres Α (Alpha) et Ω (Oméga) inscrites sur la bombe inspirent le scénariste Robert Gordon pour le nom de sa bombe, Omega 13, présente dans le film de science-fiction Galaxy Quest (1999). Dans la série Futurama, les héros découvrent dans l'épisode Sentiments partagés (1999) des mutants dans les ruines de New York comme dans Le Secret de la planète des singes. Dans une séquence parodique, les mutants leur présentent une salle de prière contenant une bombe nucléaire similaire à celle visible dans le film.
La harangue « un bon humain est un humain mort », prononcée par le général gorille Ursus est également périodiquement reprise. Elle est notamment prononcée par le cochon Napoléon dans le téléfilm La Ferme des animaux (1999) et par le gorille Grodd dans l'épisode La Dernière Chauve-souris sur Terre ! (2009) de la série animée Batman : L'Alliance des héros.